# Sijhua
Sijhua é uma vila no distrito de Bokaro, no estado indiano de Jharkhand.

## Demografia
Segundo o censo de 2001, Sijhua tinha uma população de 4478 habitantes. Os indivíduos do sexo masculino constituem 54% da população e os do sexo feminino 46%. Sijhua tem uma taxa de literacia de 50%, inferior à média nacional de 59,5%: a literacia no sexo masculino é de 63% e no sexo feminino é de 35%. Em Sijhua, 16% da população está abaixo dos 6 anos de idade.